# Paul Arthurs
Paul Benjamin Arthurs (Manchester, 23 de junho de 1965), conhecido profissionalmente como Bonehead, é um músico inglês. Ele é mais conhecido por ser a guitarrista base, tecladista ocasional e co-fundador da banda de rock Oasis.

## Biografia
Paul Benjamin Arthurs nasceu no Saint Mary's Hospital em Manchester, filho de imigrantes católicos irlandeses. Ele foi para a St. Peter's Roman Catholic Grammar School, na cidade vizinha de Prestwich. Ele ganhou o apelido de "Bonehead" aos oito anos de idade, depois que seus pais insistiram que ele cortasse o cabelo muito curto. "Foram apenas minha mãe e meu pai ao longo da minha vida, na verdade, que me chamavam de Paul", disse Arthurs. Arthurs deixou a escola em 1981 e trabalhou como estucador. Ele começou sua primeira banda, Pleasure and Pain, em 1984. Nessa época, ele começou um relacionamento com sua futura esposa Kate. No final dos anos 1980, enquanto trabalhava como empreiteiro, ele formou uma banda, The Rain, com seus amigos Paul "Guigsy" McGuigan, Tony McCarroll e Chris Hutton. Ao contrário dos irmãos Gallagher, que torcem pelo Manchester City F.C., Bonehead torce pelo Manchester United F.C.

## Carreira

### Oasis
Quando Hutton foi demitido, ele foi substituído por Liam Gallagher, que sugeriu que a banda mudasse seu nome para Oasis. Gallagher e Arthurs se uniram como co-compositores. No entanto, a banda ainda não teve sucesso até que Gallagher encorajou seu irmão Noel, que acabara de voltar de uma viagem pelo mundo como roadie da Inspiral Carpets, a se juntar à banda. Noel trouxe consigo uma coleção de canções que tornariam a banda famosa. Arthurs lembra das primeiras canções que Noel Gallagher tocou para ele, "Live Forever" e "All Around the World". Arthurs desabou e chorou quando Noel tocou "Champagne Supernova" para a banda no ônibus da turnê. No DVD "Definitely Maybe", ele disse que sua música favorita do Oasis para tocar ao vivo era "Columbia", já que a música consistia apenas em três acordes que criam um groove hipnótico.
Quando o Oasis cantou a música "Whatever" no Top of the Pops, eles imitaram e um dos violoncelistas da seção de cordas foi substituído por Arthurs. No final da música, ele começou a usar o arco para reger.
Arthurs é um multi-instrumentista, creditado por ter tocado piano e mellotron em (What's the Story) Morning Glory? e pode ser visto no piano no vídeo de "Don't Look Back in Anger", bem como nas fotos apresentadas no encarte do álbum "Definitely Maybe" . Arthurs mudou brevemente para o baixo depois que Scott McLeod - que substituiu McGuigan antes de ser convencido a voltar - saiu no meio da turnê americana de 1995 do Oasis; ele apareceu com a banda no Late Show com David Letterman tocando baixo.
Arthurs originalmente deveria cantar os vocais principais em "Bonehead's Bank Holiday", uma faixa bônus com o nome dele e incluída na versão em vinil de (What's the Story) Morning Glory? Depois que ele e Liam Gallagher ficaram embriagados no dia da gravação, Noel Gallagher cantou os vocais principais. Os backing vocals de Arthurs e Liam podem ser ouvidos na faixa.

### Pós-Oasis
Arthurs deixou a banda em 1999, durante a gravação do quarto álbum do Oasis, Standing on the Shoulder of Giants. Sua declaração oficial dizia que ele queria passar mais tempo com sua família (sua primeira filha, Lucy, nasceu em 23 de janeiro de 1995 e seu filho, Jude Arthurs, nasceu em 12 de agosto de 1997).
Arthurs foi substituído por Gem Archer; o resto da banda minimizou a reação à sua saída, Noel Gallagher comentando "dificilmente é Paul McCartney deixando os Beatles" embora ele também tenha dito "Temos que respeitar a decisão deles (Bonehead e Guigs) como homens de família." Gallagher disse em várias ocasiões que não tem malícia em relação ao ex-guitarrista base e o admira pelo esforço que fez. Em 2016, Gallagher disse que Arthurs era "o espírito do Oasis".
Arthurs agora mora em Manchester, onde construiu um estúdio de gravação sob sua casa e formou o Moondog One (em homenagem a Johnny and the Moondogs, um dos títulos anteriores dos Beatles antes de chegarem à fama), que também inclui Mike Joyce e Andy Rourke, do The Smiths.
Em 2004, Arthurs se juntou a Sek Loso para tocar guitarra base ao lado dos novos companheiros de banda ingleses de Loso. O grupo viajou pela Ásia, Europa e Estados Unidos em busca de um contrato com uma gravadora.
No início de 2007, Arthurs teve uma presença visível no noroeste da Inglaterra pela primeira vez desde que deixou o Oasis, oito anos antes. Seu apoio ao show de arrecadação de fundos Versus Cancer de Andy Rourke fez com que a dupla se apresentasse no Cathedral Gardens de Manchester para aumentar a conscientização sobre o câncer e arrecadar fundos para o Hospital Christie de Manchester. Em 30 de março de 2007, o show Versus Cancer foi realizado na Manchester Arena. Arthurs tocou baixo (em vez da marca registrada da guitarra base de seus dias no Oasis) em um conjunto de duas canções. Ele estava em uma banda chamada de "Electric Milk Band", que também apresentava ex-membros do Happy Mondays.
Ele tem tocado como DJ em clubes, mais recentemente em Londres. Sua lista de reprodução apresenta canções do Oasis, como "Live Forever", e colaborações entre os irmãos Gallagher, Death in Vegas e The Chemical Brothers.
Ele também apresentou um programa de rádio na BBC Radio Manchester com Terry Christian, Natalie-eve e Michelle Hussey. O show é Manchester Music e teve outros artistas da música de Manchester como convidados, incluindo membros do Happy Mondays, The Smiths e The Charlatans.
Em 2018, Arthurs foi escalado para aparecer no programa ITV Dancing on Ice. No entanto, ele sofreu uma lesão durante o treinamento, após bater em uma máquina de venda automática ao lado do rinque.

#### Projetos paralelos
O grupo Parlor Flames, formado por Arthurs e Vinny Peculiar (Alan Wilkes), lançou um álbum homônimo em maio de 2013, o primeiro de Arthurs desde que deixou o Oasis. Músicos convidados no projeto incluíram o percussionista Che Beresford e o tocador de metais Bob Marsh de Badly Drawn Boy e Anna Zweck de Samson & Delilah na flauta e backing vocals.
Arthurs seguiu seu projeto Parlor Flames com um novo grupo chamado Phoneys & the Freaks, iniciado em 2014 com o cantor/compositor Alex Lipinski. Seu EP homônimo foi lançado em maio de 2014 pela Cherry Red Records; incluía quatro faixas e foi disponibilizado em vinil e download digital.

#### Liam Gallagher
Em 2013 e 2014, Gem Archer deixou a banda Beady Eye de Liam Gallagher devido a um ferimento na cabeça. Archer foi substituído por Arthurs e efetivamente reuniu Arthurs com Gallagher.
Arthurs também se juntou a Liam Gallagher para tocar guitarra base na música "Bold" e teclado em "For What It's Worth" no álbum solo de Liam, As You Were. Ele se juntou à banda em sua apresentação de estreia no O2 Ritz em Manchester, tocando guitarra base na faixa do Oasis "Be Here Now".
Em 22 de maio de 2018, Arthurs se apresentou com Gallagher no London Stadium como parte da abertura de Gallagher para os Rolling Stones.
Em 18 de agosto de 2018, Arthurs, juntamente com seu filho Jude e Richard Ashcroft, juntou-se a Gallagher no palco para apresentar "Live Forever" no show de Gallagher no Old Trafford Cricket Ground.
Em novembro de 2019, Arthurs se juntou a Gallagher no palco para apresentar canções do Oasis durante os shows de Gallagher no Reino Unido e Irlanda Why Me, Why Not, geralmente totalizando 10 ou 11 canções em um conjunto. A partir de 2020, Arthurs continuou a turnê com a banda Liam Gallagher, posteriormente se juntando a Liam para um show de realidade virtual em 5 de dezembro de 2020 chamado "Down by the River Thames".

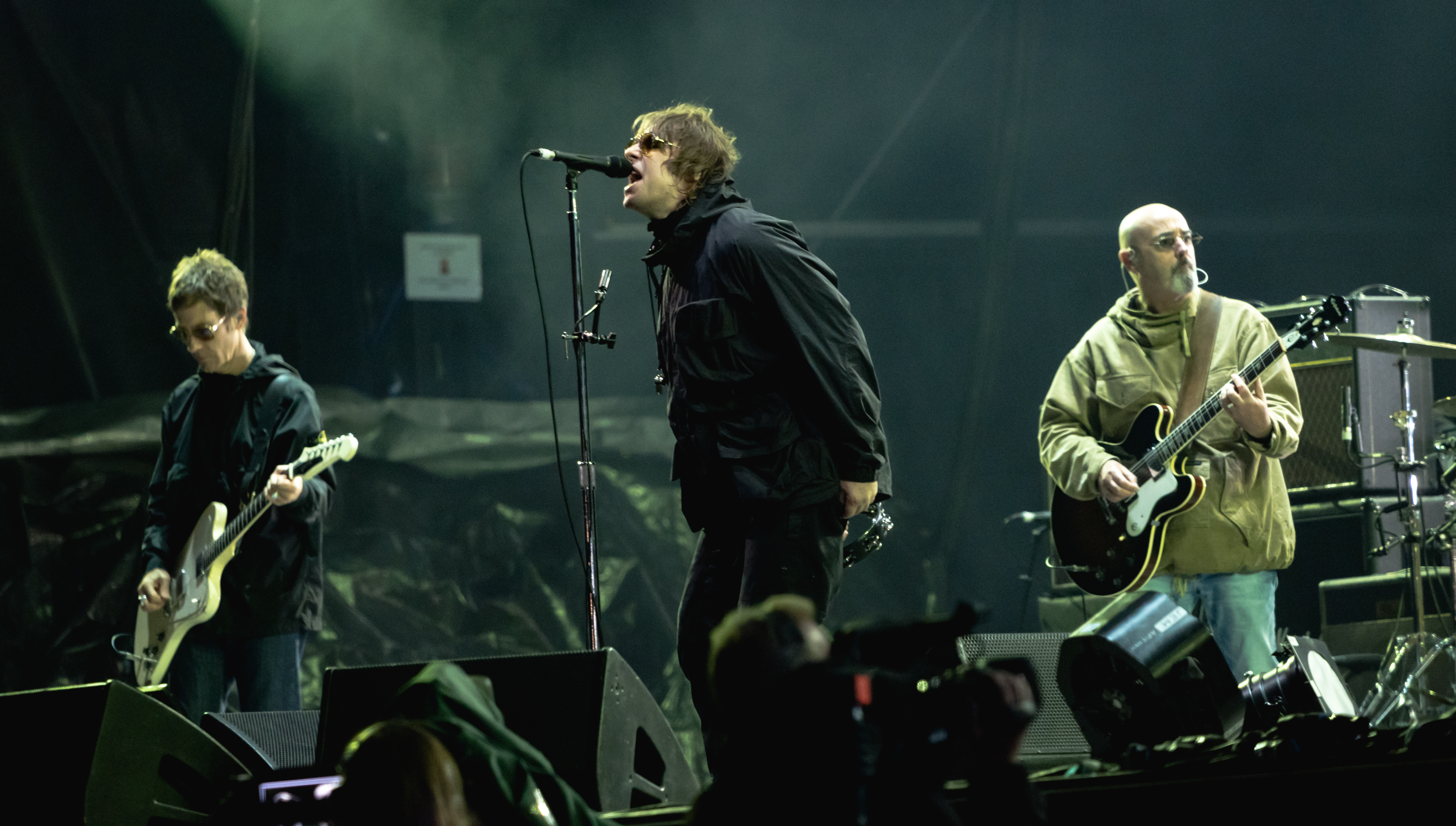
Arthurs (à direita) se apresentando com Liam Gallagher durante o Reading Festival de 2021

De 27 a 29 de agosto de 2021, Arthurs se juntou a Gallagher para apresentar seu set como atração principal do Reading & Leeds Festivals, tocando canções da carreira solo de Gallagher, bem como canções do Oasis.
Após um problema de saúde, Arthurs desistiu das turnês de 2022 e 2023 de Liam, mas retornará para sua turnê de 2024.

## Vida pessoal
Em 26 de abril de 2022, Arthurs anunciou um comunicado dizendo que havia sido diagnosticado com câncer de amígdala e não poderia se juntar a Gallagher em sua turnê para fazer o tratamento. Em 29 de setembro de 2022, Arthurs anunciou que foi declarado livre do câncer.

## Equipamento
Arthurs usou o mesmo Matsumoku Epiphone Riviera de fabricação japonesa de 1982 ao longo de seu tempo como guitarrista base do Oasis. Ele ainda usa esta guitarra hoje. Ele também é conhecido por tocar piano como ouvido nas canções "Don't Look Back in Anger" e "The Masterplan", mellotron em "Wonderwall" junto com tocar piano elétrico no MTV Most Wanted de 1994 para as canções "Live Forever" e "Whatever".